# STS-130
La STS-130 (según el  código de la NASA vuelo 20A) fue una misión del transbordador espacial Endeavour a la Estación Espacial Internacional, lanzada el 8 de febrero de 2010, y que tuvo una duración de 16 días, tres días más de lo previsto inicialmente.

## Carga útil de la misión
Su carga útil consistió en el módulo Tranquility y la Cúpula, una estación de control robótico con seis ventanas en los lados y otra en el centro, que ofrece una amplia vista alrededor de la estación.
El módulo Tranquility fue fabricado por Thales Alenia Space en Turín, Italia y fue trasladado a Florida para la preparación del vuelo. Inicialmente era conocido como Nodo 3, y le fue dado el nombre de Tranquility siguiendo una encuesta de la NASA.

## Tripulación
- George D. Zamka (2) -  Comandante
- Terry W. Virts (1) -  Piloto
- Robert L. Behnken (2) -  Especialista 1 de misión
- Kathryn P. Hire (2) -  Especialista 2 de misión
- Nicholas Patrick (2) -  Especialista 3 de misión
- Stephen Robinson (4) -  Especialista 4 de misión